# يوبيل
يوبيل: اسم عبري معناه بوق قرن الخروف
ومعناها الأصلي : النفخ بالبوق، لأنهم كانوا ينفخون بالأبواق يوم الكفارة في سنة اليوبيل، وهي السنة التي تلي أسبوع الأسابيع أي سنة الخمسين
ويستخدم حديثا للاحتفال بمرور عدد من السنوات على ذكرى زواج أو حدث وطني مهم أو تأسيس نقابة وينقسم اليوبيل من حيث عدد السنوات إلى عدة أنواع:
- عيد اليوبيل : وهو عيد يحتفل به اليهود.[1][2][3]
- يوبيل قطني : وهو الاحتفال بمرور عام على حدث معين.
- يوبيل قشي : وهو الاحتفال بمرور عامين على حدث معين.
- يوبيل جلدي : وهو الاحتفال بمرور 4 أعوام على حدث معين.
- يوبيل خشبي : وهو الاحتفال بمرور 5 أعوام على حدث معين.
- يوبيل برونزي: وهو الاحتفال بمرور 10 أعوام على حدث معين
- يوبيل نحاسي : هو الاحتفال بمرور 15 عام على حدث معين
- يوبيل فضي: وهو الاحتفال بمرور 25 عام علر حدث معين.
- يوبيل لؤلؤي : وهو الاحتفال بمرور 30 عام على حدث معين.
- يوبيل ذهبي: وهو الاحتفال بمرور 50 عام على حدث معين.
- يوبيل ماسي: وهو الاحتفال بمرور 60 عام في بريطانيا، و 75 عام في الولايات المتحدة، و 100 عام في جنوب آسيا على حدث معين.
- يوبيل بلاتيني: وهو الاحتفال بمرور 70 عام في بريطانيا، و 75 عام في جنوب آسيا على حدث معين.
- يوبيل ياقوتي: و هو الاحتفال بمرور 65 عام على اعتلاء «الملكة إليزابيث الثانية» للعرش.